# Peltodytes pekinensis
Peltodytes pekinensis is een keversoort uit de familie watertreders (Haliplidae). De wetenschappelijke naam van de soort is voor het eerst geldig gepubliceerd in 1992 door Vondel.